# 聖まりあ
聖 まりあ（ひじり まりあ、1985年12月24日 - ）は、日本のAV女優。血液型:A型。身長:148cm 。スリーサイズ：B88(F)・W58・H86

## 略歴
北海道出身。2005年にデビューしたロリ系のAV女優で、小柄ながら90cm・Fカップの巨乳の持ち主。X CITYで2005年5月にベストルーキー賞を受賞。2006年、MOODYZよりセルデビューした。

## 出演作品
2005年
- マシュマロおっぱい えろえろりーた（6月10日、トライハートコーポレーション）
- 女子高生はぷりんpai（7月8日、トライハートコーポレーション）
- カラフルDOLLとドーナッchu♥（8月26日、笠倉出版社）
- メイドいじめ×妹いじめ（9月30日、トライハートコーポレーション）
- 3Pしましょっ!?（10月28日、笠倉出版社）
- ハメたがり（11月18日、笠倉出版社）

2006年
- メイド淫セブン（5月12日、トライハートコーポレーション）
- 初セル（6月1日、MOODYZ）[1]
- 連続絶頂!!レズビアン（6月30日、笠倉出版社）
- ハイパーデジタルモザイク Vol.032（7月1日、MOODYZ）[1]
- 激ピストン19708回（8月1日、MOODYZ）[1]

2007年
- 激ピストン4時間（2月1日、MOODYZ）
- セクシアベストヒット8時間 VOL.1（2月1日、セクシア）
- 絶対本番DX BEST 1（2007年8月24日、MOODYZ）
- GOLDEN TICKET 5（10月19日、A-BOX）

2008年
- 激揺れ!!ぷるぷる美巨乳4時間（4月13日、MOODYZ）

2009年
- 美巨乳・爆乳＆パイズリ100人8時間 総勢100名以上（9月13日、MOODYZ）

2011年
- 世界クラスのデカチンで口・マ○コ同時串刺し159連発（6月1日、MOODYZ）